# Podsadový stan

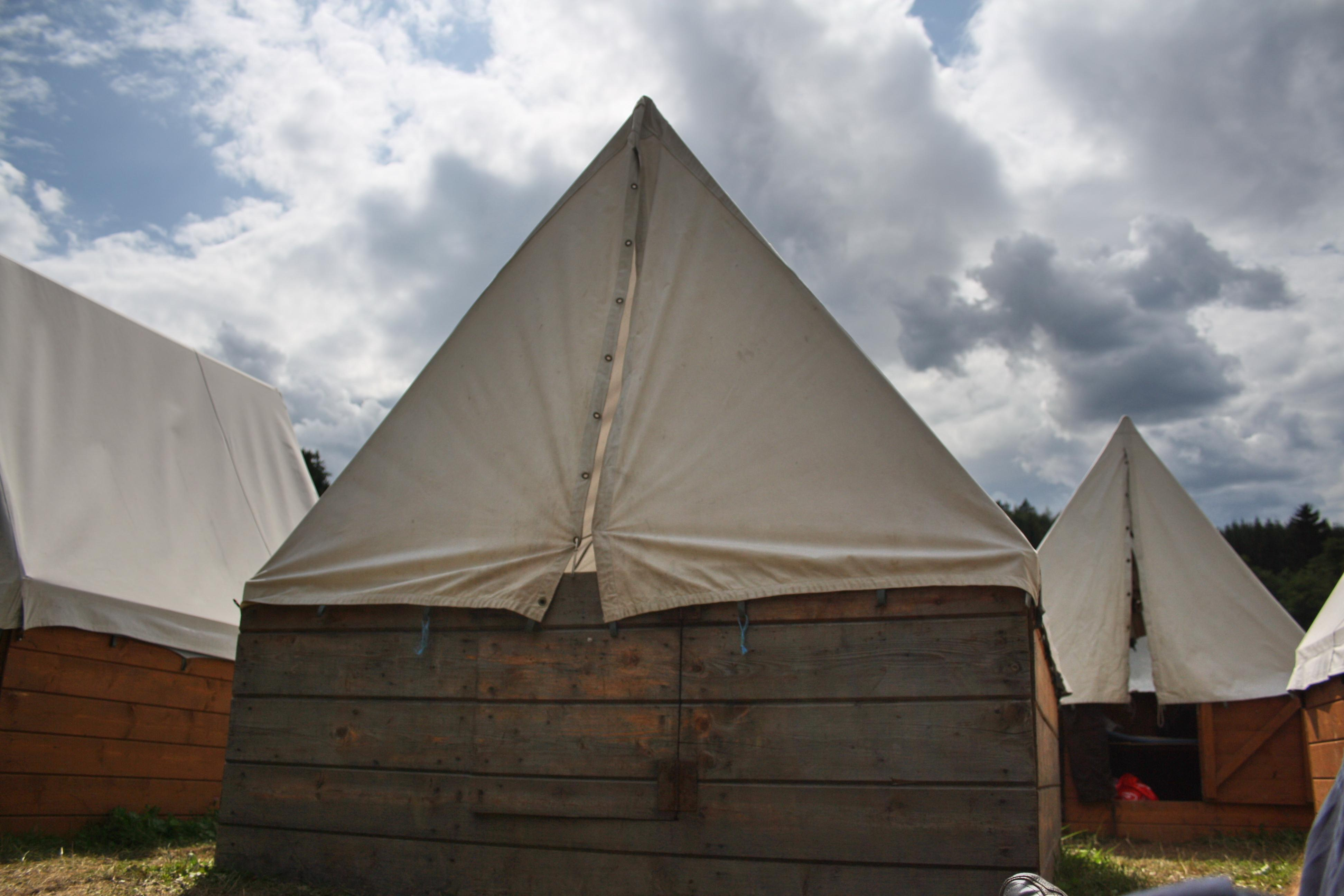
Podsadový stan

Podsadový stan je specifický druh obytných stanů rozšířený mezi organizacemi pracujícími s dětmi a mládeží (jde zejména o turistické oddíly mládeže, tábornické oddíly, pionýry, skauty etc.) zejména v Česku.

## Popis
Podsadový stan byl poprvé použit českými skauty v roce 1913 na táboře Jana Pulkrábka u Pelíškova Mostu na Sázavě.
Stan se skládá se z dřevěné podsady (tj. konstrukce) a konstrukce pro upevnění plachty – tj. plátěné střechy. Obvykle má stan dvě postele při každé ze stran, může však mít i postele tři (tj. tzv. účko), kdy postele jsou při každé straně stanu nebo tzv. letiště, které pokrývá celou plochu stanu.
Rozměry stanu jsou většinou cca 2x2 metry s výškou podsady cca 75 cm.
Podsadový stan vznikl jako jednoduchý způsob dlouhodobého táboření. Původně se podsady vyráběly na místě táboření z krajinek (odpadové dřevo) a jako plachta sloužily dvě spojené kosočtvercové celty.